# Comuna Topolovățu Mare, Timiș
Topolovățu Mare (germană Grosstoplowetz, maghiară Nagytopoly, sârbă Велики Тополовац) este o comună în județul Timiș, Banat, România, formată din satele Cralovăț, Ictar-Budinț, Iosifalău, Șuștra, Topolovățu Mare (reședința) și Topolovățu Mic.

## Politică
Comuna Topolovățu Mare este administrată de un primar și un consiliu local compus din 11 consilieri. Primarul, Ovidiu-Petru Doța[*], de la Partidul Național Liberal, este în funcție din 2016. Începând cu alegerile locale din 2024, consiliul local are următoarea componență pe partide politice:
|  | Partid                          | Consilieri | Componența Consiliului | Componența Consiliului | Componența Consiliului |
|  | ------------------------------- | ---------- | ---------------------- | ---------------------- | ---------------------- |
|  | Partidul Național Liberal       | 3          |                        |                        |                        |
|  | Alianța pentru Unirea Românilor | 3          |                        |                        |                        |
|  | Forța Dreptei                   | 3          |                        |                        |                        |
|  | Partidul Social Democrat        | 1          |                        |                        |                        |
|  | Uniunea Salvați România         | 1          |                        |                        |                        |

Primarul comunei, Ioan Iosif Neșcu și viceprimarul Gheorghe Cosleba, fac parte din PD. La alegerile din 2004 ambii erau membri PSD. Consiliul Local este constituit din 11 consilieri, împărțiți astfel:
|  | Partid                                      | Consilieri | Componența | Componența | Componența | Componența | Componența | Componența |
|  | ------------------------------------------- | ---------- | ---------- | ---------- | ---------- | ---------- | ---------- | ---------- |
|  | Alianța Dreptate și Adevăr (5 PD și 1 PNL)  | 6          |            |            |            |            |            |            |
|  | Partidul Social Democrat                    | 3          |            |            |            |            |            |            |
|  | Partidul Național Țărănesc Creștin Democrat | 2          |            |            |            |            |            |            |

## Demografie
Componența etnică a comunei Topolovățu Mare
     Români (81,41%)
     Sârbi (3,03%)
     Romi (2,91%)
     Slovaci (1,98%)
     Alte etnii (10,68%)
Componența confesională a comunei Topolovățu Mare
     Ortodocși (75,35%)
     Penticostali (8,27%)
     Romano-catolici (4,27%)
     Alte religii (2,21%)
     Necunoscută (9,9%)
Conform recensământului efectuat în 2021, populația comunei Topolovățu Mare se ridică la 2.576 de locuitori, în creștere față de recensământul anterior din 2011, când fuseseră înregistrați 2.574 de locuitori. Majoritatea locuitorilor sunt români (81,41%), cu minorități de sârbi (3,03%), romi (2,91%) și slovaci (1,98%). Din punct de vedere confesional, majoritatea locuitorilor sunt ortodocși (75,35%), cu minorități de penticostali (8,27%) și romano-catolici (4,27%), iar pentru 9,9% nu se cunoaște apartenența confesională.

## Legături externe

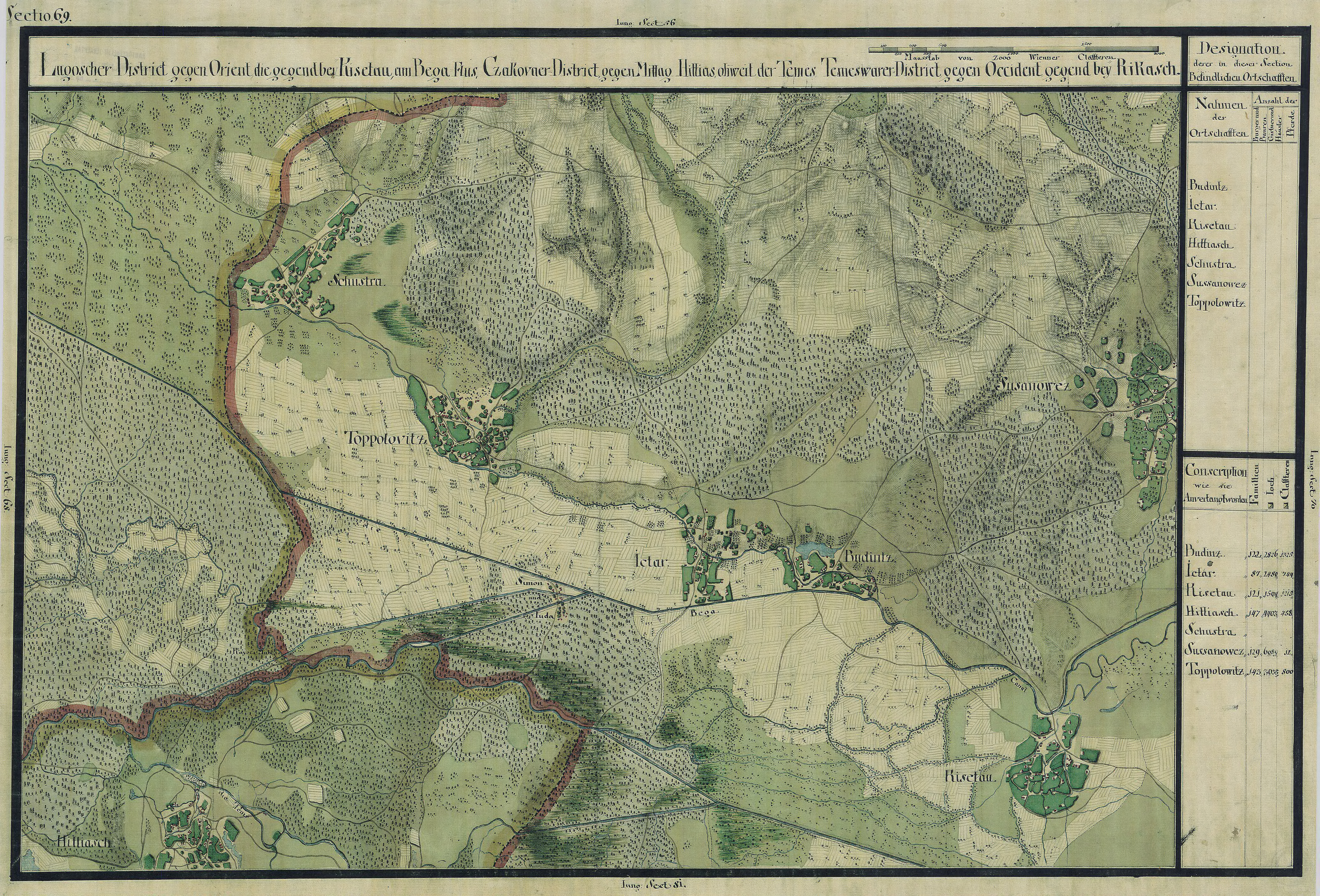
Topolovățu Mare în Harta Iosefină a Banatului, 1769-72